# Afroditī Skafida
Afroditī Skafida (in greco Αφροδίτη Σκαφίδα?; Atene, 20 marzo 1982) è un'ex astista greca.
Ha partecipato a due edizioni consecutive dei Giochi olimpici ad Atene 2004 e a Pechino 2008 senza mai andare oltre la fase di qualificazione.

## Palmarès
| Anno | Manifestazione          | Sede       | Evento           | Risultato | Prestazione | Note |
| ---- | ----------------------- | ---------- | ---------------- | --------- | ----------- | ---- |
| 2003 | Europei under 23        | Bydgoszcz  | Salto con l'asta | 8ª        | 4,10 m      |      |
| 2003 | Universiadi             | Taegu      | Salto con l'asta | nm        | nm          |      |
| 2004 | Giochi olimpici         | Atene      | Salto con l'asta | q         | nm          |      |
| 2005 | Giochi del Mediterraneo | Almería    | Salto con l'asta | Bronzo    | 4,15 m      |      |
| 2005 | Mondiali                | Helsinki   | Salto con l'asta | 20ª (q)   | 4,15 m      |      |
| 2007 | Mondiali                | Osaka      | Salto con l'asta | 19ª (q)   | 4,35 m      |      |
| 2008 | Giochi olimpici         | Pechino    | Salto con l'asta | 26ª (q)   | 4,30 m      |      |
| 2010 | Mondiali indoor         | Doha       | Salto con l'asta | 11ª (q)   | 4,35 m      |      |
| 2010 | Europei                 | Barcellona | Salto con l'asta | 17ª (q)   | 4,25 m      |      |